# فيل بلات
فيل بلات (لويزيانا) (بالإنجليزية: Ville Platte, Louisiana)‏ هي مدينة تقع في الولايات المتحدة في لويزيانا. يقدر عدد سكانها بـ 8,145 نسمة .

## التركيبة السكانية
حدّد مكتب تعداد الولايات المتحدة بيانات التركيبة السكانية لفيل بلات في تعداد الولايات المتحدة. في ما يلي، التركيبة السكانية حسب تعدادي 2000 و2010.

### تعداد عام 2000
بلغ عدد سكان فيل بلات 8,145 نسمة بحسب تعداد عام 2000، وبلغ عدد الأسر 3,169 أسرة وعدد العائلات 2,046 عائلة مقيمة في المدينة. في حين سجلت الكثافة السكانية 783.2 نسمة لكل كيلومتر مربع (2,028.5/ميل2). وبلغ عدد الوحدات السكنية 3,513 وحدة بمتوسط كثافة قدره 337.8 لكل كيلومتر مربع (874.9/ميل2).
وتوزع التركيب العرقي للمدينة بنسبة 40.53% من البيض و58.67% من الأمريكيين الأفارقة و0.21% من الأمريكيين الأصليين و0.07% من الأمريكيين ذوي الأصول الآسيوية و0.11% من الأعراق الأخرى و0.41% من عرقين مختلطين أو أكثر و1.23% من الهسبانيون أو اللاتينيون من أي عرق.
بلغ عدد الأسر 3,169 أسرة كانت نسبة 37.1% منها لديها أطفال تحت سن الثامنة عشر تعيش معهم، وبلغت نسبة الأزواج القاطنين مع بعضهم البعض 35.9% من أصل المجموع الكلي للأسر، ونسبة 24.5% من الأسر كان لديها معيلات من الإناث دون وجود شريك،  بينما كانت نسبة 4.2% من الأسر لديها معيلون من الذكور دون وجود شريكة وكانت نسبة 35.4% من غير العائلات. تألفت نسبة 33% من أصل جميع الأسر من عدة أفراد يعيشون في نفس المنزل ونسبة 16.3% كانت تتألف من شخص يعيش بمفرده يبلغ من العمر 65 عاماً أو أكثر. وبلغ متوسط حجم الأسرة المعيشية 2.48، أما متوسط حجم العائلات فبلغ 3.17.
بلغ العمر الوسطي للسكان 34.4 عاماً. وكانت نسبة 30.9% من القاطنين تحت سن الثامنة عشر، وكانت نسبة 8.7% بين الثامنة عشر والرابعة والعشرين عاماً، ونسبة 22.8% كانت واقعةً في الفئة العمرية ما بين الخامسة والعشرين والرابعة والأربعين عاماً، ونسبة 18.9% كانت ما بين الخامسة والأربعين والرابعة والستين، ونسبة 15.1% كانت ضمن فئة الخامسة والستين عاماً فما فوق. يوجد لكل 100 أنثى 83.9 ذكر، ويوجد لكل 100 أنثى في الثامنة عشر من عمرها فما فوق 76.8 ذكر.
بلغ متوسط دخل الأسرة في المدينة 11,855 دولارًا، أما متوسط دخل العائلة فبلغ 16,559 دولارًا. وكان متوسط دخل الذكور 28,790 دولارًا مقابل 15,580 دولارًا للإناث. وسجل دخل الفرد الخاص بالمدينة 8,333 دولارًا. وكانت نسبة 44.8% من العائلات ونسبة 54% من السكان تحت خط الفقر، وكان من هؤلاء نسبة 71.5% تحت سن الثامنة عشر ونسبة 34.5% في الخامسة والستين من العمر وما فوق.

### تعداد عام 2010
بلغ عدد سكان فيل بلات 7,430 نسمة بحسب تعداد عام 2010، وبلغ عدد الأسر 3,046 أسرة وعدد العائلات 1,877 عائلة مقيمة في المدينة. في حين سجلت الكثافة السكانية 714.4 نسمة لكل كيلومتر مربع (1,850.3/ميل2). وبلغ عدد الوحدات السكنية 3,472 وحدة بمتوسط كثافة قدره 333.8 لكل كيلومتر مربع (864.5/ميل2).
وتوزع التركيب العرقي للمدينة بنسبة 33.78% من البيض و64.37% من الأمريكيين الأفارقة و0.16% من الأمريكيين الأصليين و0.55% من الأمريكيين ذوي الأصول الآسيوية و0.32% من الأعراق الأخرى و0.81% من عرقين مختلطين أو أكثر و1% من الهسبانيون أو اللاتينيون من أي عرق.
بلغ عدد الأسر 3,046 أسرة كانت نسبة 33.7% منها لديها أطفال تحت سن الثامنة عشر تعيش معهم، وبلغت نسبة الأزواج القاطنين مع بعضهم البعض 30.8% من أصل المجموع الكلي للأسر، ونسبة 25.3% من الأسر كان لديها معيلات من الإناث دون وجود شريك،  بينما كانت نسبة 5.5% من الأسر لديها معيلون من الذكور دون وجود شريكة وكانت نسبة 38.4% من غير العائلات. تألفت نسبة 34.9% من أصل جميع الأسر من عدة أفراد يعيشون في نفس المنزل ونسبة 15.3% كانت تتألف من شخص يعيش بمفرده يبلغ من العمر 65 عاماً أو أكثر. وبلغ متوسط حجم الأسرة المعيشية 2.40، أما متوسط حجم العائلات فبلغ 3.13.
بلغ العمر الوسطي للسكان 36.2 عاماً. وكانت نسبة 28% من القاطنين تحت سن الثامنة عشر، وكانت نسبة 9.9% بين الثامنة عشر والرابعة والعشرين عاماً، ونسبة 20.8% كانت واقعةً في الفئة العمرية ما بين الخامسة والعشرين والرابعة والأربعين عاماً، ونسبة 24.2% كانت ما بين الخامسة والأربعين والرابعة والستين، ونسبة 17.1% كانت ضمن فئة الخامسة والستين عاماً فما فوق. وتوزع التركيب الجنسي للسكان بنسبة 46.5% ذكور و53.5% إناث.

## أعلام
- والتر لي
- داني أردوين